# XIII Liceum Ogólnokształcące z Oddziałami Dwujęzycznymi im. płk. Leopolda Lisa-Kuli w Warszawie
XIII Liceum Ogólnokształcące z Oddziałami Dwujęzycznymi im. płk. Leopolda Lisa-Kuli – liceum ogólnokształcące znajdujące się przy ul. Oszmiańskiej 23/25 w dzielnicy Targówek w Warszawie.

## Historia szkoły
W 1928 roku powstało na Bródnie V Męskie Gimnazjum im. płk. Leopolda Lisa-Kuli, którym opiekował się, wywodzący się z Legionów, 36 Pułk Piechoty. W 1937 roku w uroczystości poświęcenia sztandaru szkoły uczestniczył marszałek Edward Rydz-Śmigły.
Po II wojnie światowej, w 1949 roku, szkoła utraciła swego patrona i otrzymała wtedy nazwę XIII Liceum Ogólnokształcące im. Ludwika Waryńskiego. Jednak w 1989 roku na I Zjeździe Absolwentów podjęto uchwałę o powrocie do przedwojennego imienia szkoły. Przywrócenie imienia pierwszego patrona nastąpiło 10 listopada 1990 roku. Na uroczystości była obecna Kompania Reprezentacyjna Wojska Polskiego, Minister Obrony Narodowej Piotr Kołodziejczyk, Minister Edukacji Narodowej Henryk Samsonowicz, Wiceprezydent Warszawy Olgierd Dziekoński i bp Zbigniew Józef Kraszewski.
W latach 1987–2007 placówką kierowała mgr Alicja Kolmas, od roku 2007 do 2012 roku funkcję tę pełniła mgr Jolanta Sieradz-Starodąb (do swojej śmierci). Jej stanowisko, w charakterze dyrektora p.o. objęła do czasu obrania nowego dyrektora dotychczasowa wicedyrektor Barbara Kołaczewska. Od 2012 do 2017 roku funkcję dyrektora szkoły pełniła Ewa Kotarska-Pogorzelska. Obecnie stanowisko to zajmuje Izabela Pielat-Świerczyńska.
Do najważniejszych osiągnięć szkoły można zaliczyć między innymi prowadzenie grupy teatralnej PUNKT, która zdobyła I miejsce w Ogólnopolskim Festiwalu Teatralnym i występowała na deskach Teatru Narodowego, czy goszczenie w ramach organizowanych cyklów „Spotkania z literaturą, spotkania z kulturą” i „Spotkania z polityką” w latach 2008 i 2009 m.in. Bronisława Komorowskiego, Jolanty Kwaśniewskiej, Julii Pitery, Henryka Hosera i Andrzeja Markowskiego. Szkoła plasuje się w drugiej pięćdziesiątce rankingu „Perspektyw”.

## Absolwenci (m.in.)[1][7]
- Bogdan Baer – aktor i reżyser,
- Marcin Bartnikowski – aktor,
- Karolina Borkowska – aktorka,
- Jacek Borkowski – aktor,
- Grzegorz Chwiłoc-Fiłoc – prawnik, instruktor harcerski, działacz społeczny,
- Mariusz Czubaj – literaturoznawca, autor powieści kryminalnych,
- Jerzy Dąbrowski − dziennikarz radiowy, poeta, satyryk
- Katarzyna Flader-Rzeszowska – teatrolog, politolog,
- Jolanta Hibner – inżynier, senator,
- Adrian Jusupović – historyk mediewista,
- Wojciech Kozak – prezydent m.st. Warszawy w 2002, przewodniczący Rady Warszawy w latach 2002–2004,
- Jan Mencwel – animator kultury, publicysta, działacz społeczny i aktywista miejski,
- Paweł Milewski – sinolog, dyplomata, ambasador RP w Australii w latach 2013–2017,
- Eryk Mistewicz – doradca polityczny, dziennikarz, publicysta,
- Jan Olszewski – obrońca w procesach politycznych w okresie PRL, premier RP w latach 1991–1992,
- Jacek Pasternak – aktor,
- Jerzy Piskorz-Nałęcki – inżynier, wynalazca, wykładowca, poseł na Sejm,
- Saszan (Roksana Pindor) – piosenkarka, blogerka,
- Iwona Schymalla – dziennikarka i prezenterka telewizyjna,
- Zbigniew Smarzewski − dziennikarz sportowy, prezes Polskiego Związku Akrobatyki Sportowej,
- Elżbieta Wichrowska − historyk literatury i kultury, pisarka,
- Paweł Żmudzki − historyk mediewista.